# Kamianka (Scythes)
Pour les articles homonymes, voir Kamianka.
Kamianka (en ukrainien : Кам’янське городище – trb. Kamjanské horodyszcze) est le site archéologique d'une ancienne ville scythe fortifiée située dans la vallée du Dniepr, dans l'oblast de Zaporijjia, en Ukraine. C'était la capitale des Scythes de la steppe pontique du Ve au IIIe siècle av. J.-C.

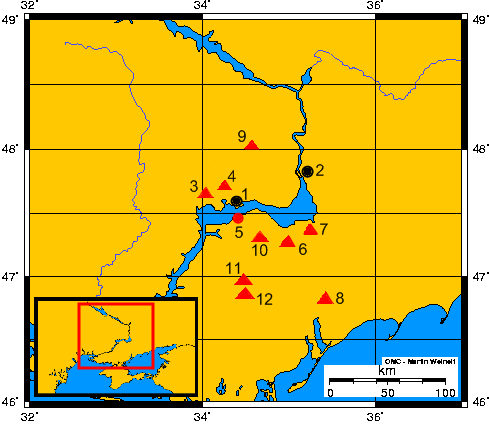
Le site de Kamianka est le n° 5 sur le plan des sites royaux scythes.

## Situation
Le site se trouve sur la rive sud du Dniepr, en face de Nikopol, près de la ville de Kamianka-Dniprovska et du village de Velyka Znamianka, dans l'oblast de Zaporijjia, en Ukraine. Il couvre une superficie de 1 200 hectares. Il est entouré par le Dniepr au nord, la rivière Konka à l’ouest et les eaux du Belozersky Liman au sud. Du côté de la steppe, c’est-à-dire de l’est, il était protégé par un rempart de terre et un fossé.

## Historique
Le site a été fouillé et étudié d’abord dans les années 1899-1900, puis dans les années 1930 et 1940.

## Description
Le site de Kamianka se compose de deux parties.
La plus petite partie, de forme irrégulière, avait une superficie de plus de 32 hectares. Elle s’étendait entre la rive du Belozersky Liman et la rivière Konka. On l'a dénommée forteresse Znamianki (du village moderne situé dans les environs) ou Akropolis. Elle était entourée d’un solide rempart intérieur renforcé au sommet par des briques cuites. Cette partie était le centre administratif et le siège des souverains scythes.
La seconde partie, beaucoup plus grande, située au nord-est de la première, était un centre de production métallurgique, qui fonctionnait grâce aux ressources locales en minerai de fer touronné. Il produisait des armes, outils, objets du quotidien et ornements, en fer et en bronze. Les scories montrent que la production était destinée non seulement aux nomades de la steppe et aux agriculteurs des vallées voisines, mais aussi aux classes supérieures de la ville. On a exhumé des vestiges d’ateliers, de fonderies, de forges et de maisons d’habitation, ainsi que des pirogues aux structures en terre cuite, en bois et en pierre.
Les fouilles ont aussi livré des poteries locales et des poteries grecques (en particulier des amphores à vin trouvées dans les deux parties du site), témoignant du commerce avec les villes grecques de la côte nord de la mer Noire.

## Nécropole
La nécropole de la ville contenait divers types de tombes avec du mobilier funéraire divers, y compris des ornements en or provenant d’ateliers grecs, et moins souvent d’ateliers locaux.

## Alentours
Dans les environs du site, des deux côtés du Dniepr, on trouve un grand nombre de tumulus scythes, y compris les dits tumulus royaux qui contiennent certainement des sépultures de souverains (Chortomlyk, Solokha). Certains des objets exhumés proviennent probablement des ateliers de Kamianka.

## Histoire
Kamianka a été la capitale de l’État scythe de la fin du Ve au IIIe siècle av. J.-C. C’est de là que le souverain scythe ennemi de Philippe II de Macédoine, Ateas, régnait sur son vaste État. C’était le centre politique, administratif, manufacturier et commercial le plus important de la Scythie à cette époque.
À la fin du IIIe siècle av. J.-C. la ville a été abandonnée. Seule l’acropole a perduré, dont l'occupation s'est poursuivie jusqu'au IIIe siècle apr. J.-C.

## Protection
Le site est inscrit au Registre national des monuments immeubles d'Ukraine.